# 15. pařížský obvod
15. pařížský obvod (francouzsky: 15e arrondissement de Paris) též nazývaný obvod Vaugirard (Arrondissement de Vaugirard) je městský obvod v Paříži. Je územně nejrozsáhlejší a také nejlidnatější ze všech pařížských obvodů. Patří k němu i ostrov Cygnes. Název obvodu je odvozen podle ulice Rue de Vaugirard, která prochází obvodem a je se svými 4360 metry nejdelší ulicí v Paříži. Vaugirard je zkomolenina z Val Gérard neboli Gérardovo údolí. Gérard de Moret byl opatem v Saint-Germain-des-Prés, který přispěl ve 13. století k rozvoji zdejší vesnice nazývané jeho jménem. Z původního Valgérard přes Vaulgérard vzniklo dnešní Vaugirard. Z významných institucí zde sídlí Pasteurův ústav, který je světoznámým centrem v oblasti epidemiologie a infekčních nemocí. Tento obvod je geograficky nejnižší. Hladina Seiny dosahuje 28 metrů nad mořem, což je nejnižší místo v Paříži a maximální výška v obvodu nepřesahuje 60 metrů nad mořem.

## Poloha
15. obvod leží na levém břehu řeky Seiny, která tvoří jeho západní hranici se 16. obvodem. Na severu hraničí jednak se 7. obvodem (jejich hranicí jsou ulice Avenue de Suffren, Rue Pérignon, Avenue de Saxe a Rue de Sèvre) a rovněž se 6. obvodem přes Boulevard du Montparnasse. Na východě jej odděluje od 14. obvodu ulice Rue Vercingétorix a na jihu tvoří hranici Boulevard périphérique, za kterým jsou obce Vanves a Issy-les-Moulineaux. Součástí obvodu je také Parc Suzanne Lenglen, který leží rovněž za okružním bulvárem.

## Demografie

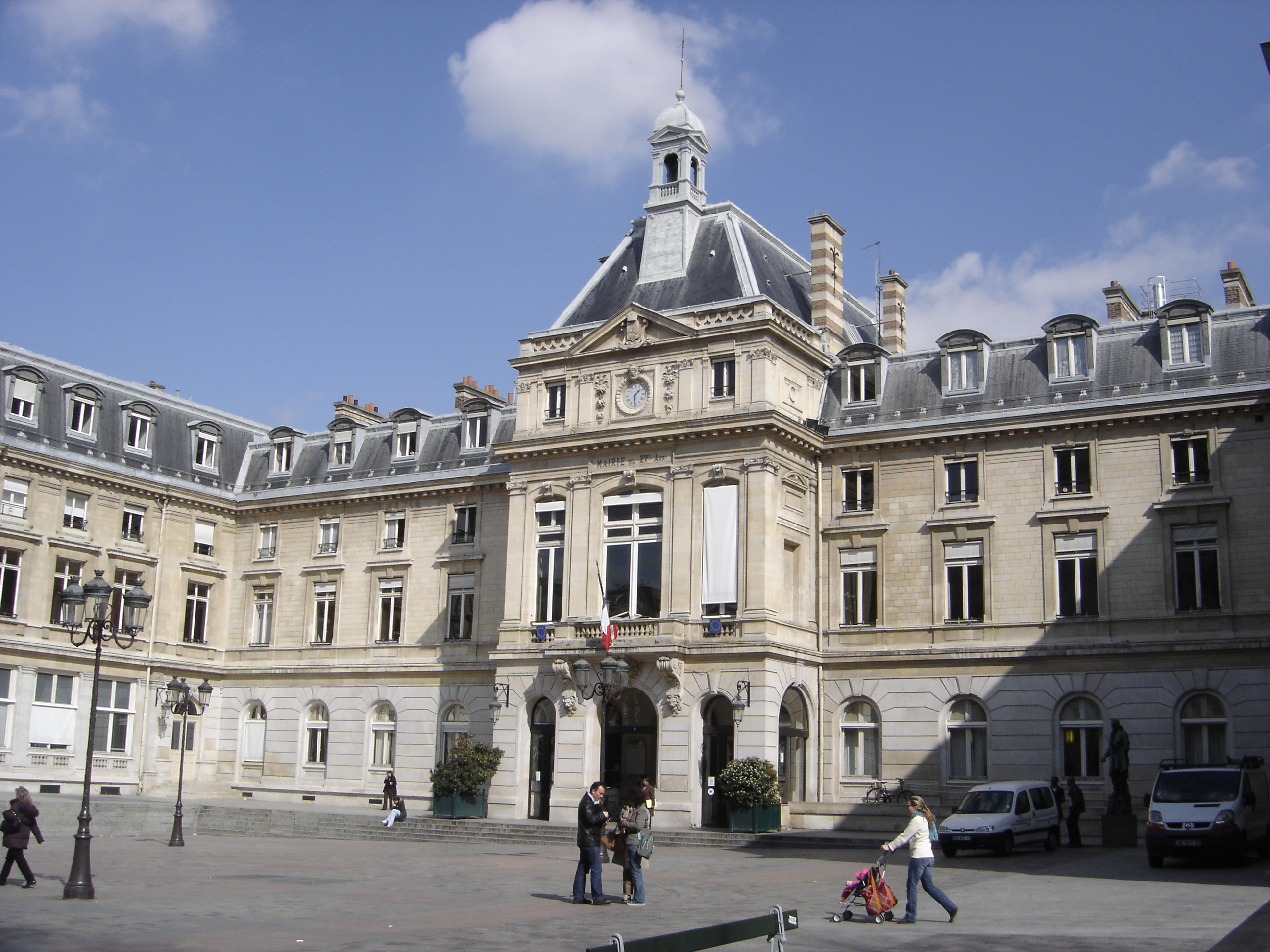
Radnice 15. obvodu

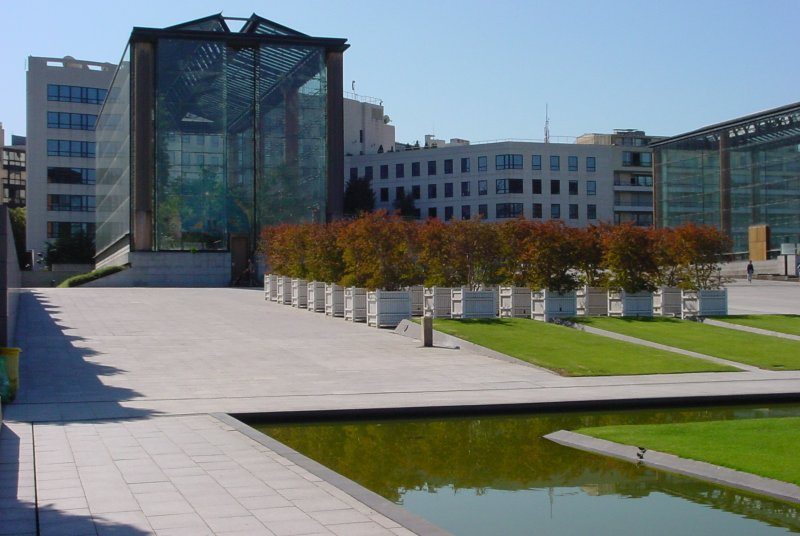
Parc André-Citroën

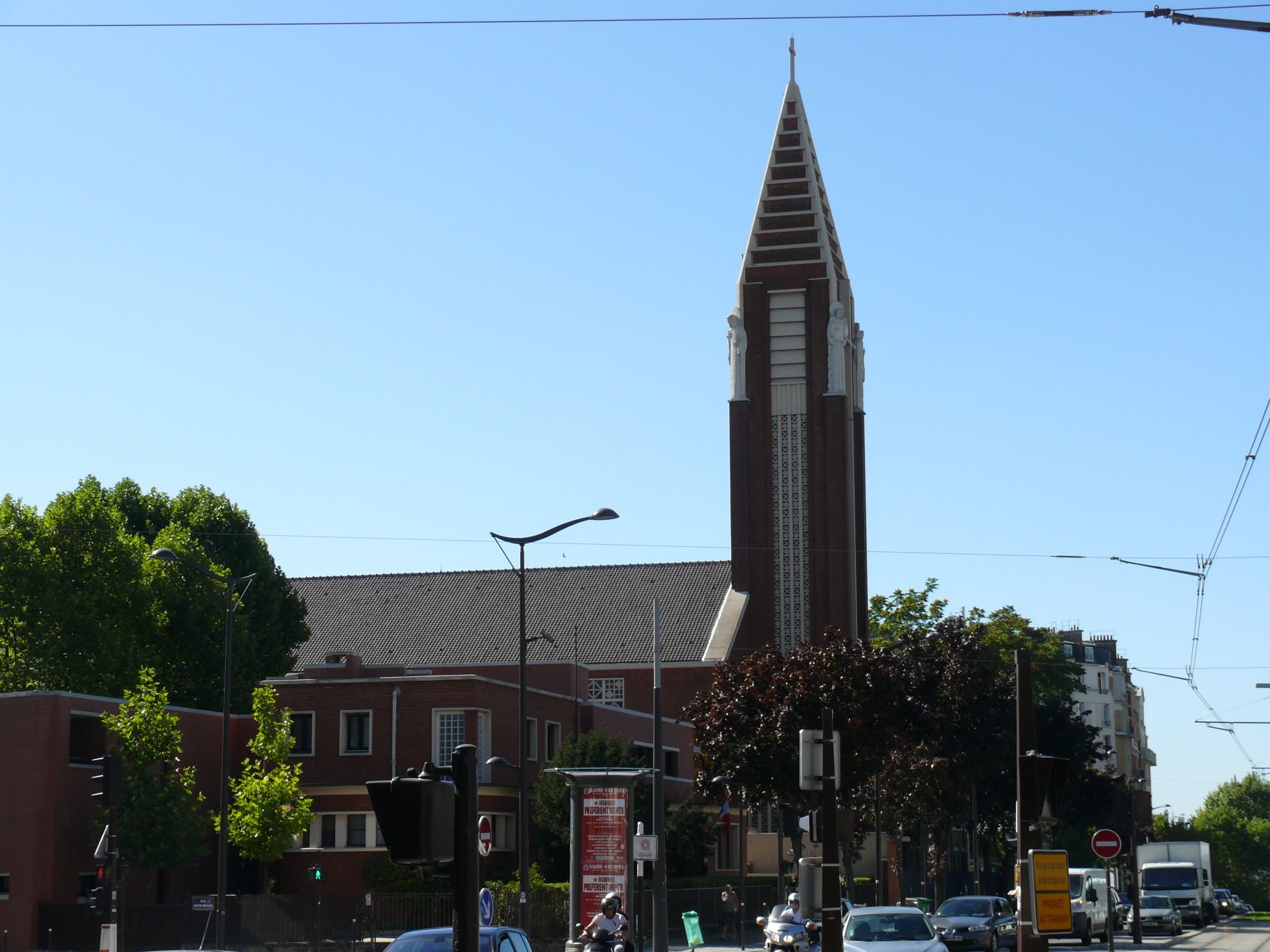
Saint-Antoine de Padoue

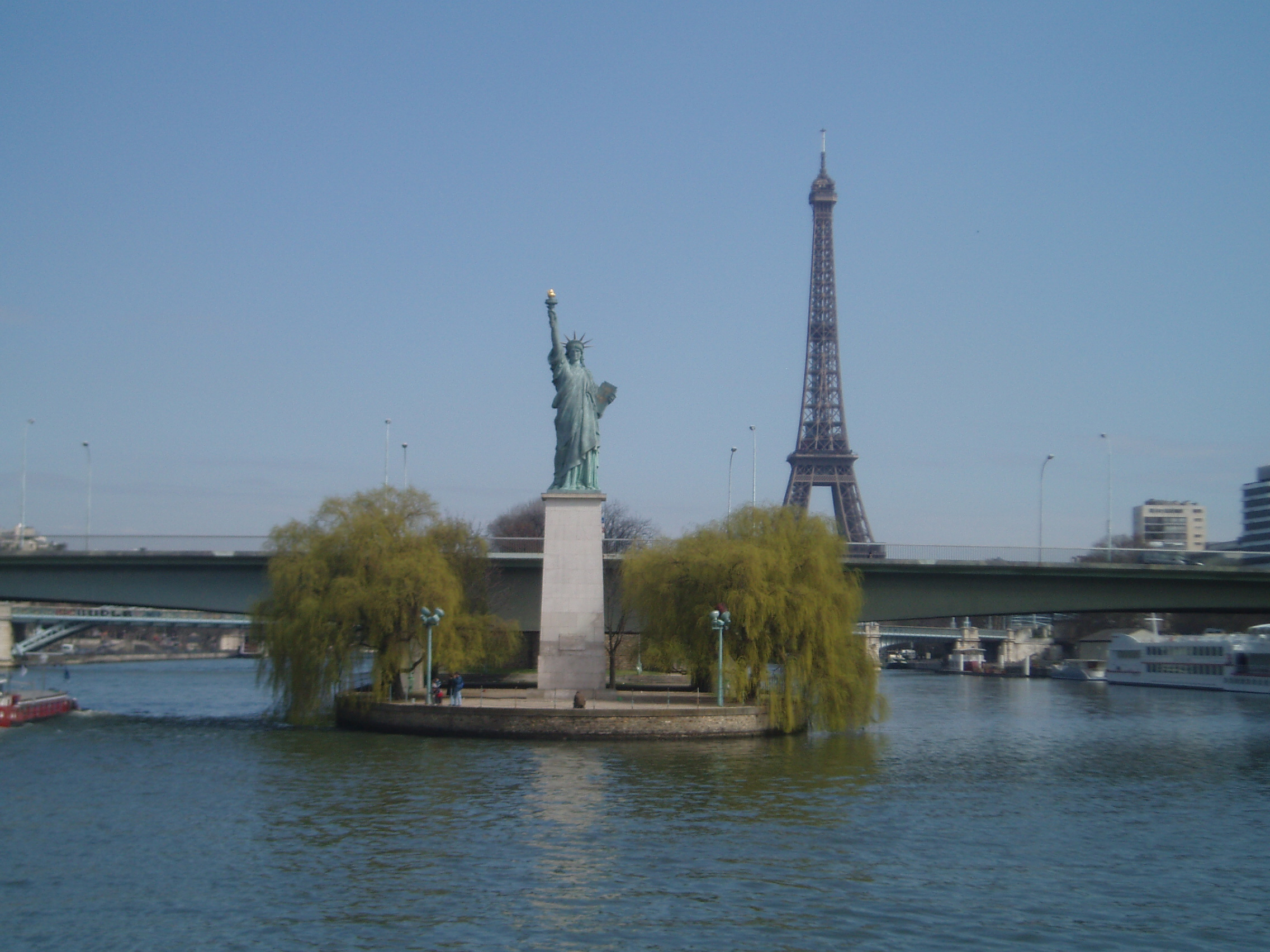
Pařížská Socha svobody

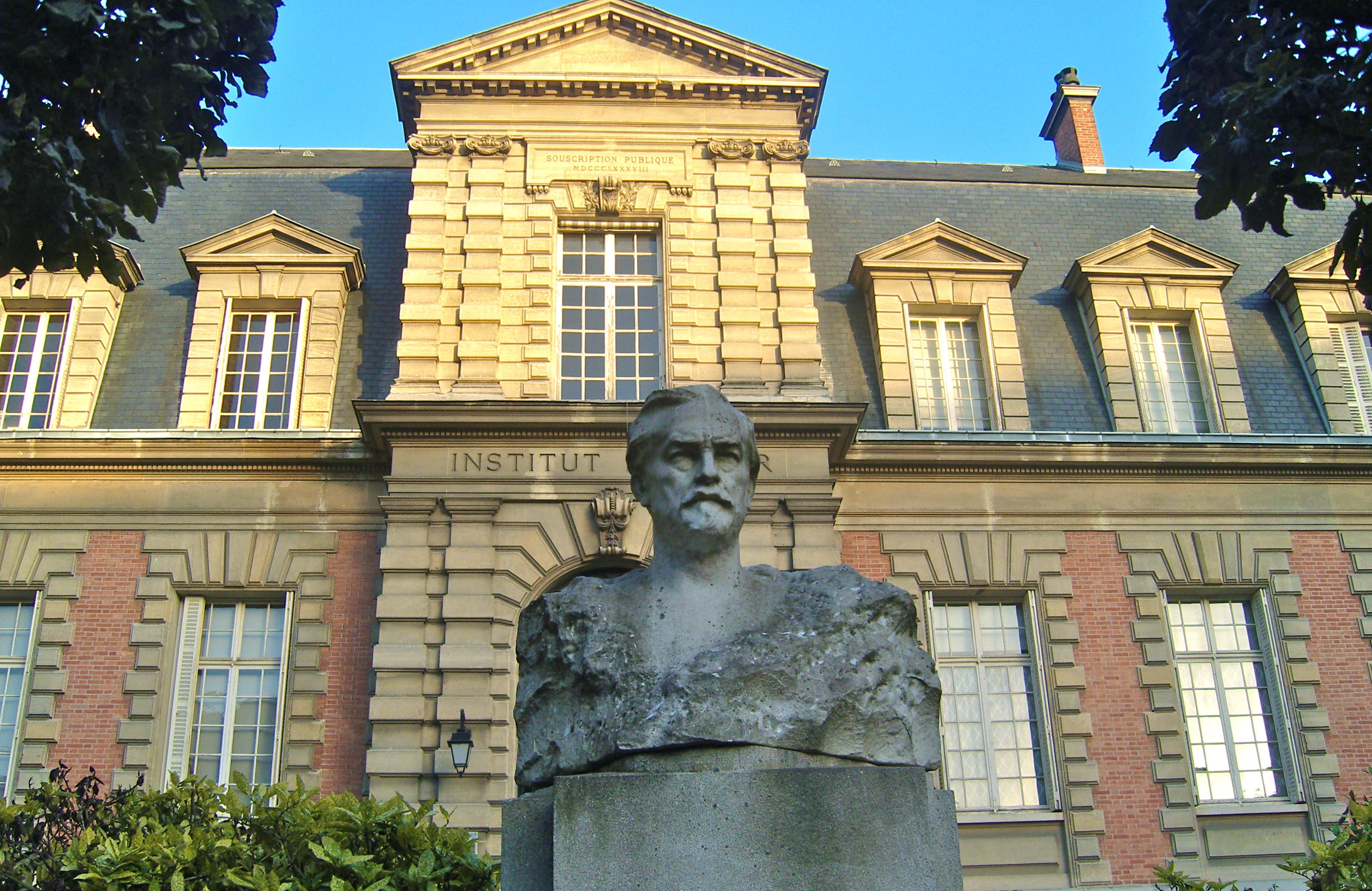
Musée Pasteur

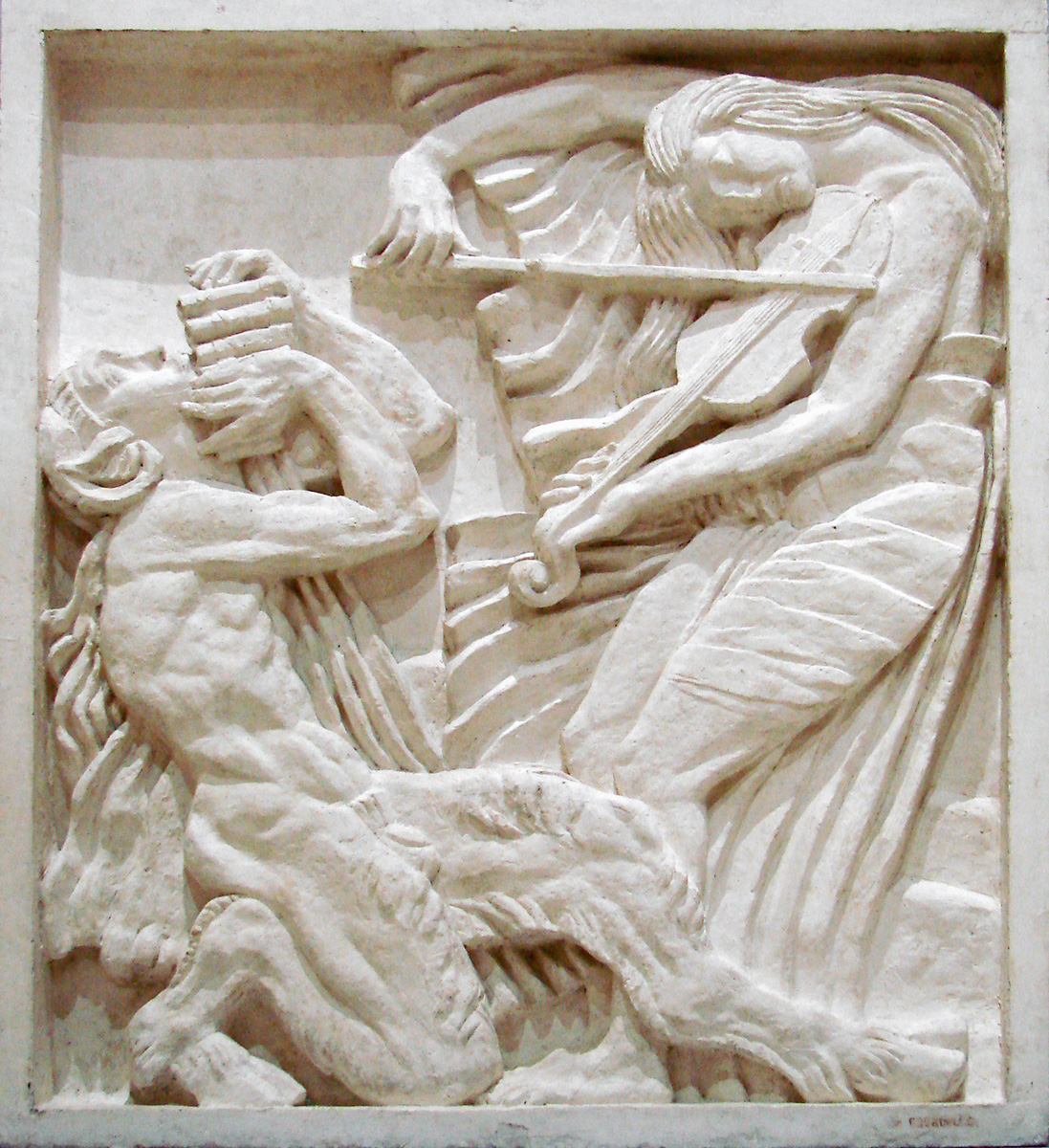
La musique, Musée Bourdelle

V roce 2006 v obvodu žilo 232 949 obyvatel a hustota zalidnění činila 27 470 obyvatel na km2. Tento počet odpovídá 10,7% pařížské populace. Jedná se o nejlidnatější pařížský obvod a má více obyvatel než město Bordeaux, které je 9. nejlidnatějším městem Francie.

## Politika a správa
Radnice 15. obvodu se nachází v ulici Rue Péclet č. 31. Současným starostou je od roku 2008 Philippe Goujon za Unii pro lidové hnutí (UMP).
15. obvod má v pařížské městské radě 17 zástupců. Od roku 2008 jimi jsou:
- za koalici UMP/Nouveau Centre/Divers droite: Philippe Goujon, Hélène Mace de Lepinay, Jean-François Lamour, Joëlle Cherioux de Soultrait, Gérard d'Aboville, Catherine Bruno, Alain Destrem, Claire de Clermont-Tonnerre, Pierre Charon, Géraldine Poirault-Gauvin, Daniel-Georges Courtois, Anne Tachene, Jean-Baptiste Menguy.
- za koalici PS/PRG/PCF/MRC: Anne Hidalgo, Claude Dargent, Fatima Lalem, Gilles Alayrac

## Městské čtvrti
Tento obvod se dělí na následující administrativní celky:
- Quartier Saint-Lambert
- Quartier Necker
- Quartier de Grenelle
- Quartier de Javel

Podle oficiálního číslování pařížských městských čtvrtí mají tyto čtvrtě čísla 57–60.

## Historie
Od roku 1790 tvořily hranici města hradby, které byly postaveny v letech 1785–1788. Území dnešního 15. obvodu se nacházelo až za touto hradbou. Rozkládaly se zde dvě samostatné vesnice Vaugirard a Grenelle. Mezi lety 1841–1844 byly postaveny nové městské hradby ve větší vzdálenosti od původních a nově již zahrnovaly obě vesnice. Dne 16. června 1859 vstoupil v platnost zákon, podle kterého od 1. ledna 1860 se území mezi těmito dvěma hradbami stalo součástí Paříže. Tím byly obě vesnice začleněny do Paříže a s nimi ještě část města Issy (současná čtvrť Javel), ze kterých vznikl dnešní obvod.

## Pamětihodnosti
Muzea
- Musée Bourdelle
- Musée Pasteur
- Musée Jean Moulin
- Musée de La Poste
- Musée du Montparnasse
- Musée Mendjisky, Pařížská škola

Církevní stavby
- kostel Saint-Lambert de Vaugirard – novogotický kostel vystavěný v letech 1846–1853
- kostel Saint-Jean-Baptiste de Grenelle – novogotický kostel, jehož stavba začala v roce 1827, byl dokončen až po 100 letech roku 1926
- kostel Saint-Christophe-de-Javel – kostel z let 1926–1930
- kostel svatého Lva Velikého – kostel ve stylu art deco postavený v letech 1924–1926
- kostel svatého Antonína Paduánského – kostel z let 1933–1935
- Kostel Panny Marie z La Saletty 1963–1965
- kostel Notre-Dame-de-l'Arche-d'Alliance – kostel z roku 1998 je postaven ve tvaru krychle o hraně 18 m

Vedle kostelů katolických jsou zde tři kostely protestantské církve, čtyři ortodoxní kostely a dvě synagogy.
Ostatní památky
- Pařížská Socha Svobody
- Tour Montparnasse

Významné instituce
- Pasteurův ústav

Zajímavá prostranství
- Parc André-Citroën
- Parc Georges-Brassens
- Jardin Atlantique
- Île aux Cygnes

## 15. obvod v kultuře
Jeden z románů o soukromém detektivovi Nestoru Burmovi spisovatele Léo Maleta Les eaux troubles de Javel se odehrává v 15. obvodu.
Sochař Constantin Brâncuşi měl ve čtvrti svůj ateliér, ve kterém žil a pracoval v letech 1925–1957. Tento ateliér dnes již neexistuje, ale byl rekonstruován v Centre Georges Pompidou.